# Animal dócil

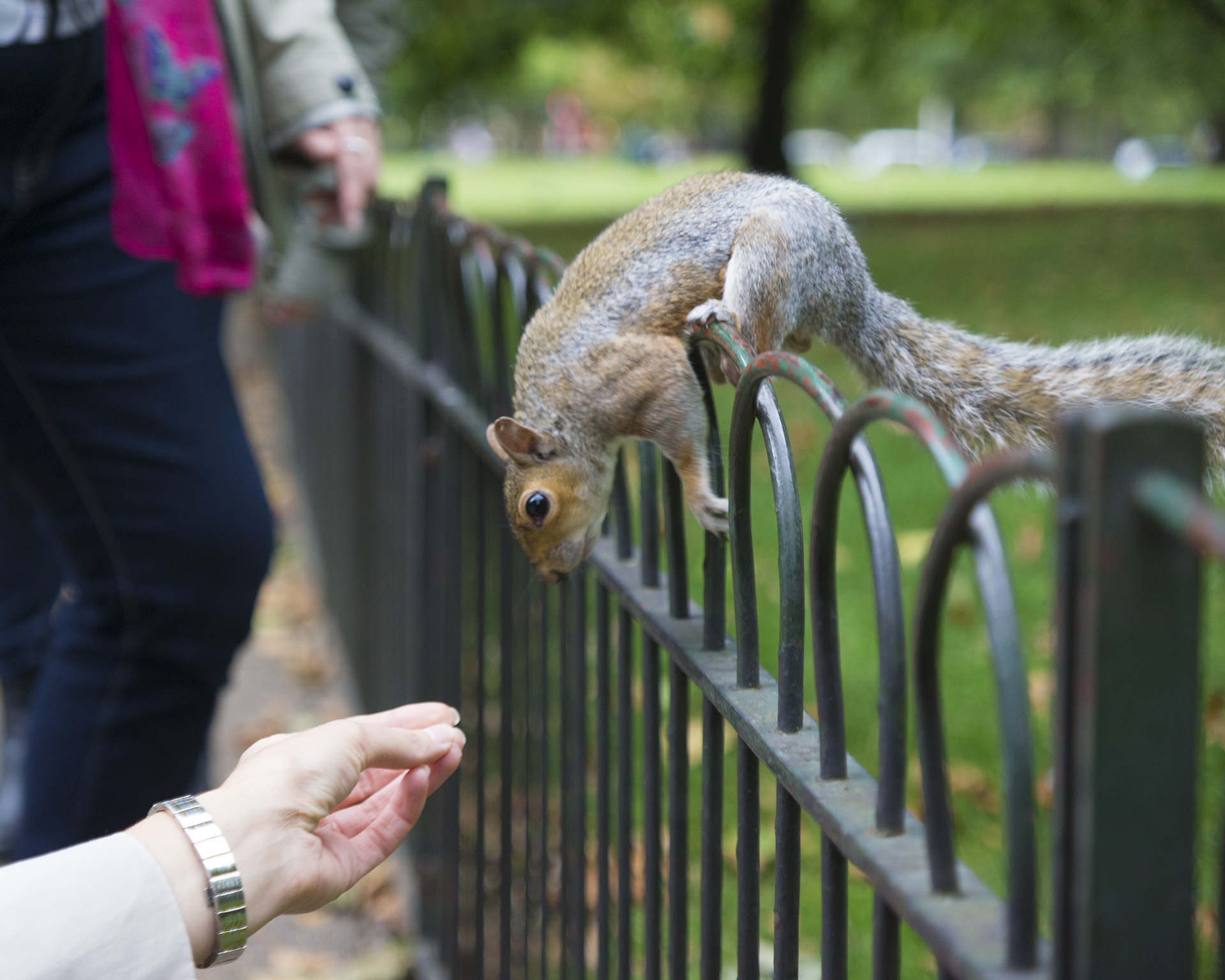
Em parques públicos, alguns animais selvagens, como este esquilo-cinzento-oriental, foram amansados o suficiente para perder medo natural deles em relação aos humanos.

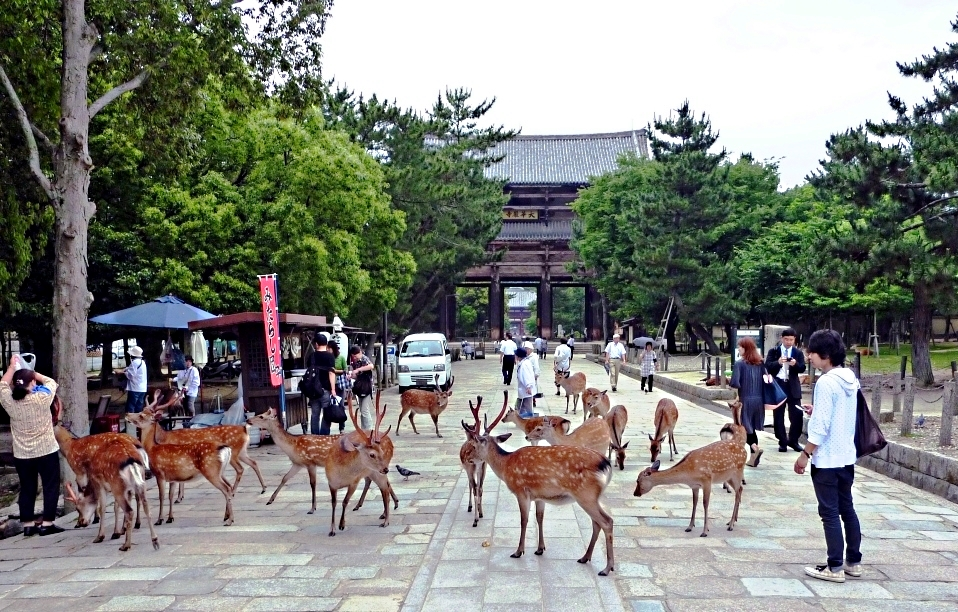
Veados dóceis em Nara

Um animal dócil, manso ou às vezes domado é um animal que é relativamente tolerante à presença humana. A mansidão pode surgir naturalmente (como no caso, por exemplo, da mansidão insular) ou devido ao processo deliberado, dirigido pelo homem, de domar um animal contra os instintos inicialmente selvagens ou naturais deles para evitar ou atacar humanos. A domabilidade de um animal é o nível de facilidade que os humanos têm para treinar o animal e varia entre animais, raças ou espécies individuais.
Na língua portuguesa, “domação” e “domesticação” referem-se a dois conceitos parcialmente sobrepostos, mas distintos. Por exemplo, animais selvagens são domesticados, mas não domados.
A docilidade implica que o animal tolera não apenas a proximidade humana, mas no mínimo o toque humano. No entanto, o uso mais comum limita os rótulos "manso" e "dócil" a animais que não ameaçam ou ferem humanos que não os ferem ou ameaçam. A mansidão, neste sentido, deve ser distinguida da "socialização", em que os animais tratam os humanos como se fossem da mesma espécie, por exemplo, tentando dominar os humanos.